# Криотекстура
Криотексту́ра (криогенная текстура) — система ледяных включений в мёрзлом грунте. Определяется формой, величиной, взаиморасположением ледяных образований.
Характер криотекстуры зависит от состава и строения горных пород, влажности перед промерзанием и особенностей самого промерзания. Среди геокриологов (мерзлотоведов) и криолитологов, несмотря на некоторые расхождения, принято выделять два основных типа криотекстуры: массивную, когда лед цементирует грунтовые частицы, и шлировую, когда лед образует прослойки-шлиры, линзы и пр.

## Массивная криотекстура
Массивная криотекстура типична главным образом для песчаных грунтов и толщ более крупнозернистого состава, а также для обезвоженных перед промерзанием алевритов и глин. Среди массивных криотекстур в зависимости от соотношения обломков пород и льда-цемента различают следующие виды:
- контактная (лед-цемент присутствует в местах сближения обломков, зерен пород)
- пленочная (лед-цемент обволакивает всю поверхность зерен тонкой плёнкой)
- поровая (лед заполняет пространство между обломочными зернами)
- корковая (лед покрывает коркой крупные обломки пород)
- базальная (лед преобладает над горной породой и её отдельные куски как бы «плавают» в нём)

## Шлировая криотекстура
Шлировая криотекстура отличается наличием прослойков (шлиров) льда и включает два подтипа: слоистый и сетчатый. Часто слоистые криотекстуры являются унаследованными и соответствуют изначальной слоистости горных пород. Сетчатые криотекстуры чаще бывают наложенными и не соответствуют изначальной слоистости горных пород. Толщина шлиров варьирует от долей мм до первых десятков см. Криотекстуры по толщине ледяных шлиров делятся на:
- микрошлировые (до 0.1 см)
- тонкошлировые (0.1-0.5 см)
- толстошлировые (более 0.5 см)[2]

 Ледяные тела мощностью более метра обычно рассматривают как пластовый лед.
 Между главными типами, подтипами и видами шлировых криотекстур выделяется множество разновидностей: линзовидно-слоистые, косослоистые, поясковые, плетенчатые, ячеистые и пр. Определённым типам отложений, формировавшимся под воздействием одного главного геологического агента и имеющим относительно однородный состав, свойственны определённые типы криотекстур. Именно на этом основан мерзлотно-фациальный анализ в криолитологии, предложенный Е. М. Катасоновым. Так для морских шельфовых глин, промерзавших эпигенетическим способом характерны сложные и разнообразные криотекстуры. Преобладают наложенные сетчатые- ячеистые, блоковые и решетчатые криотекстуры. В приповерхностных частях — слоисто-сетчатые и линзовидные. Главной особенностью криогенного строения этих отложений является закономерное убывание общей льдистости с глубиной, разреживание сети ледяных шлиров и увеличение расстояния между ними при одновременном их утолщении. Совсем по-иному выглядит криогенное строение пойменных отложений, промерзавших сингенетически (одновременно с осадконакоплением). Свой набор криотекстур  характерен для склоновых, делювиально-солифлюкционных, озёрных отложений и пр. Особенности криотекстур наряду с общей льдистостью грунтов во многом определяют такие важнейшие их характеристики, как просадочность при оттаивании и, соответственно, особенности развития термокарста, термоэрозии и других опасных явлений и процессов.